# Christina Stürmer
Christina Stürmer (Linz, 9 de junio de 1982) es una cantante de pop rock austriaca. 

## Biografía

### Primeros años
Christina Stürmer nació el 9 de junio de 1982 en Linz, y pasó gran parte de su infancia y juventud en la localidad de Altenberg bei Linz. A los 13 años, ingresó a una bigband tocando saxofón, además de tocar la flauta traversa. A partir de 1998 cantó principalmente canciones en inglés en la banda de versiones Scotty, de la que fue cofundadora, y después fue miembro del grupo a capela Sulumelina. Abandonó el instituto y, aunque en realidad quería ser maestra de educación preescolar, hizo un aprendizaje como librera en la librería Amadeus (actualmente Thalia) en Linz. Poco tiempo después se presentó al concurso de casting del programa de televisión de ORF Starmania.

### Carrera musical
En 2003, Christina Stürmer consiguió el segundo puesto, detrás de Michael Tschuggnall, en el concurso de casting de ORF Starmania con la canción de Sportfreunde Stiller Ein Kompliment. Poco después, lanzó su primera canción, Ich lebe (Vivo), que fue número uno en las listas austriacas durante nueve semanas durante ese año. Posteriormente, se lanzaron los sencillos Geh nicht wenn du kommst y Mama Ana Ahabak (árabe: "Mamá, te amo"), esta última compuesta bajo la inspiración de la guerra de Irak y que refleja las vivencias de un niño en ese contexto. Mama Ana Ahabak alcanzó el primer lugar en las listas de sencillos de Austria durante nueve semanas consecutivas. El siguiente álbum, titulado Freier Fall (Caída libre), fue lanzado exclusivamente en Austria en mayo de 2003 y también lideró las listas de álbumes durante varias semanas. En otoño de 2003, Christina Stürmer realizó una gira por todo el país.
En mayo de 2004 se lanzó al mercado austriaco su segundo álbum Soll das wirklich alles sein a través del sello Vivendi Universal. Todos los sencillos lanzados alcanzaron el top 10 de las listas de sencillos de Austria, y el álbum fue número uno durante más de 14 semanas. Las imágenes capturadas durante el evento Wirklich alles! Tour de la gira de otoño fueron incluidas en el DVD Wirklich alles!, el cual también contiene entrevistas y una breve biografía. Este DVD fue lanzado tras el exitoso concierto con entradas agotadas en el Stadthalle de Viena.
Christina Stürmer presentó sus primeras composiciones propias en su gira Clubtour Ungeschminkt.
Durante ese período, Christina Stürmer ya trabajaba con sus mánager, Andreas Streit y Bernd Rengelshausen, en la expansión hacia el mercado alemán. El sencillo Vorbei fue lanzado en Alemania en septiembre de 2004, aunque no cumplió con las expectativas iniciales. Sin embargo, el sencillo remasterizado Ich lebe, lanzado el 25 de abril de 2005, logró alcanzar el cuarto puesto en las listas alemanas y alcanzó popularidad en todos los países germanoparlantes.  El siguiente álbum, Schwarz Weiß (lanzado en Alemania y Suiza en junio de 2005), alcanzó el número tres en las listas de álbumes alemanes y permaneció entre los 20 primeros durante más de un año. Las canciones del álbum, muchas de las cuales ya eran conocidas en Austria, eran en su mayoría de nueva producción y estaban orientadas hacia la tendencia emergente hacia la música rock y pop alemana. Los sencillos que también fueron reelaborados fueron Engel fliegen einsam, Mama Ana Ahabak y, más recientemente, Immer an euch gegläubigt. A finales de 2005, Christina Stürmer y su banda realizaron una gira por Alemania y Suiza. La gira Schwarz Weiß duró dos meses, y algunos de los casi 40 conciertos tuvieron que trasladarse a lugares más grandes debido a la gran demanda por entradas.
En la primavera de 2006, “Christina Stürmer & Band” participó en la Jägermeister Rock:Liga y ganó las cinco rondas preliminares contra Dorfdisko y AK4711 (que se habían dado a conocer gracias al concurso de canciones Bundesvision de Stefan Raab). En la final de Berlín (mayo de 2006) quedaron terceros, detrás de Deichkind y EL*KE Dritte.
En 2014, Christina se presentó en la celebración televisada de los 80 años de Udo Jürgens, donde cantó una versión de la canción Griechischer Wein, el mismo año que falleció el cantante.

## Discografía
- Freier Fall (2003)

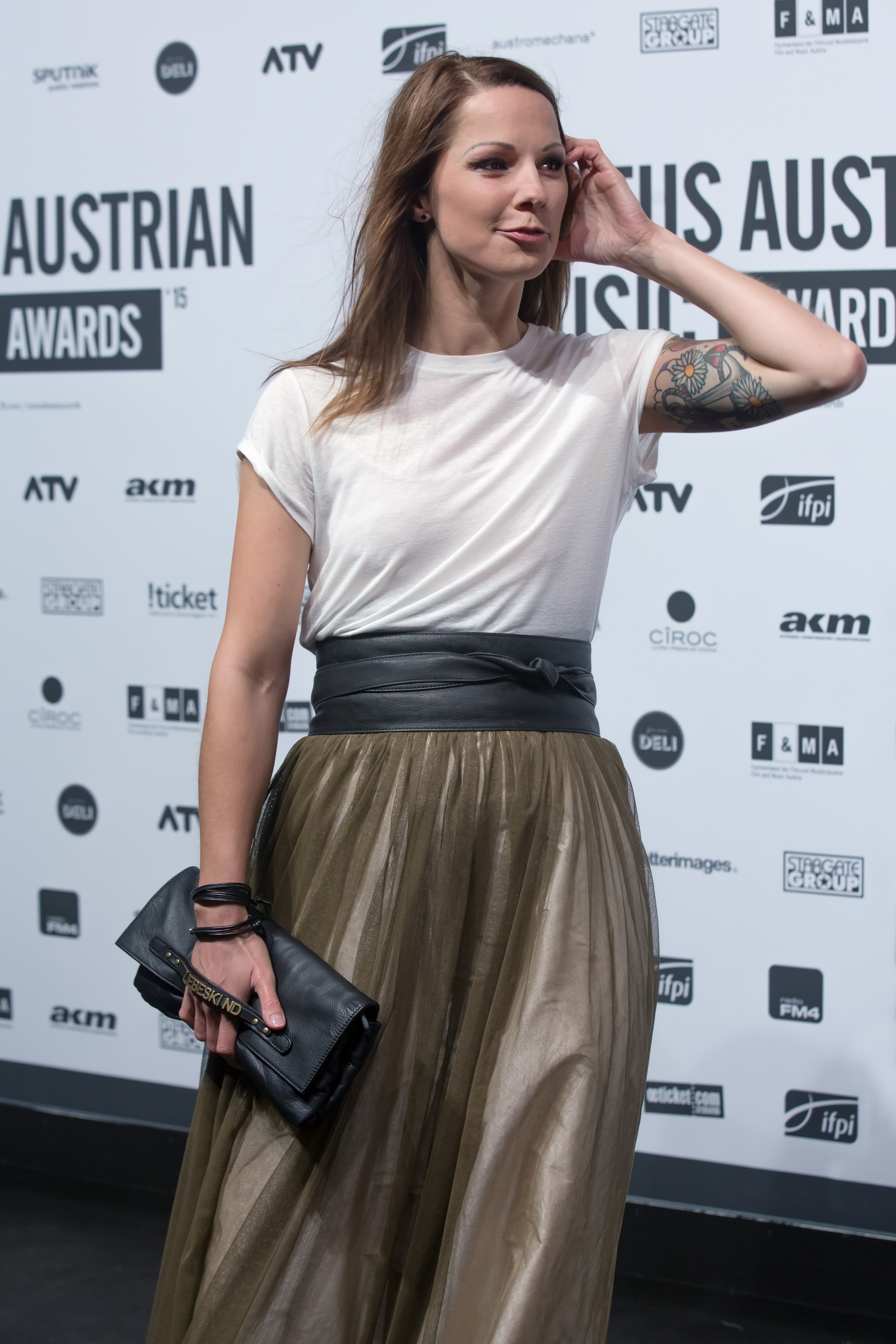
Christina Stürmer en los Amadeus Austrian Music Awards (2015)

- Soll das wirklich alles sein? (2004)
- Lebe lauter (2006)
- In dieser Stadt (2009)
- Nahaufnahme (2010)
- Ich hör auf mein Herz (2013)
- Seite an Seite (2016)
- Überall zu Hause (2018)

## Premiaciones
- Amadeus Austrian Music Award: 2004, 2005, 2006, 2007, 2008, 2014 y 2017.
- Bravo Otto:  2005 a la categoría Mejor Cantante Femenina.
- Premios Echo: 2006 a la categoría Mejor Cantante Femenina.

## Vida personal
Christina Stürmer mantiene una relación afectiva con el guitarrista de su banda, Oliver Varga, con quien tiene dos hijos.